# Chlorita kampalensis
Chlorita kampalensis är en insektsart som beskrevs av M. Firoz Ahmed 1979. Chlorita kampalensis ingår i släktet Chlorita och familjen dvärgstritar.
Artens utbredningsområde är Uganda. Inga underarter finns listade i Catalogue of Life.